# Clematis mauritiana
Liane arabique, Liane marabit (La Réunion), Vigne vierge (Maurice)
Espèce

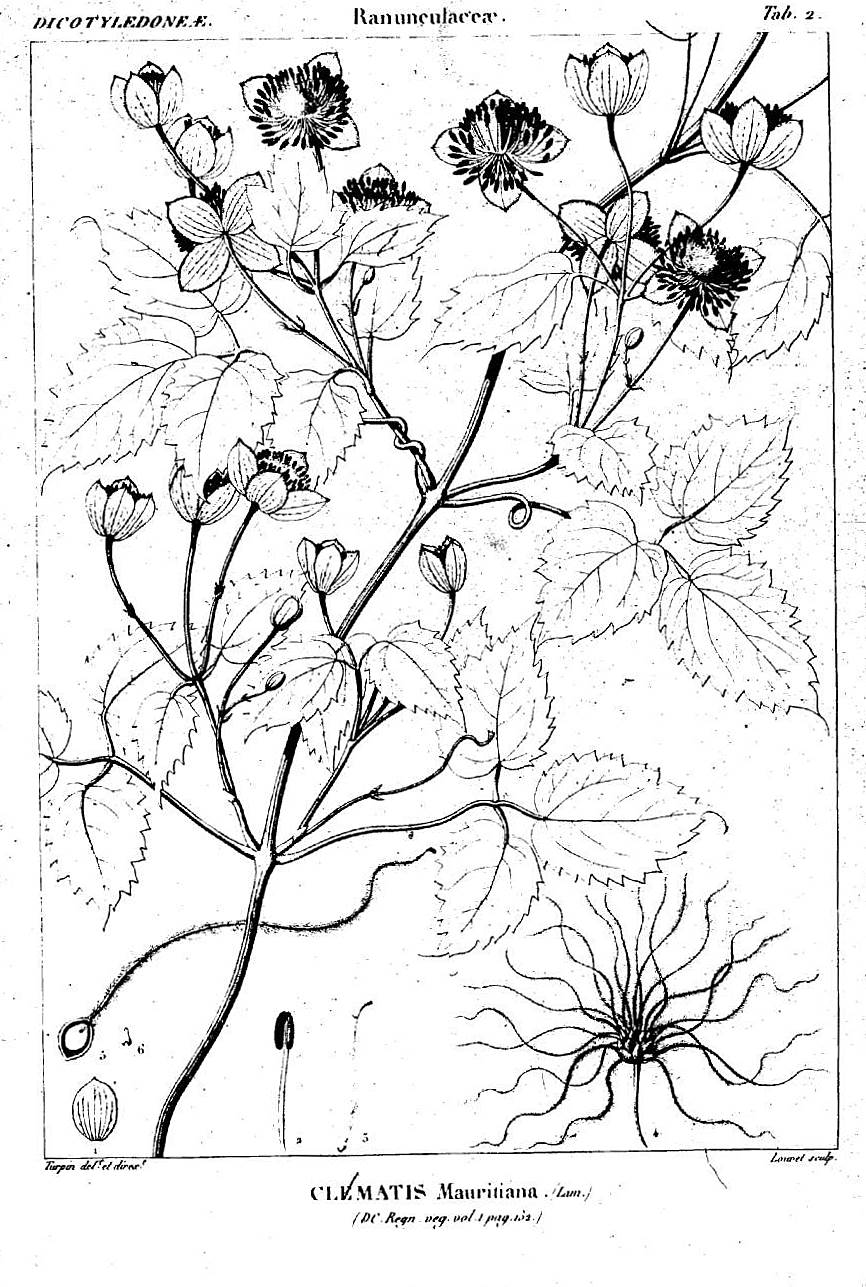
Planche botanique de Clematis mauritiana, dessinée par Pierre Jean François Turpin, parue dans l'ouvrage Icones selectae plantarum écrit par Augustin Pyrame de Candolle et édité par Benjamin Delessert.

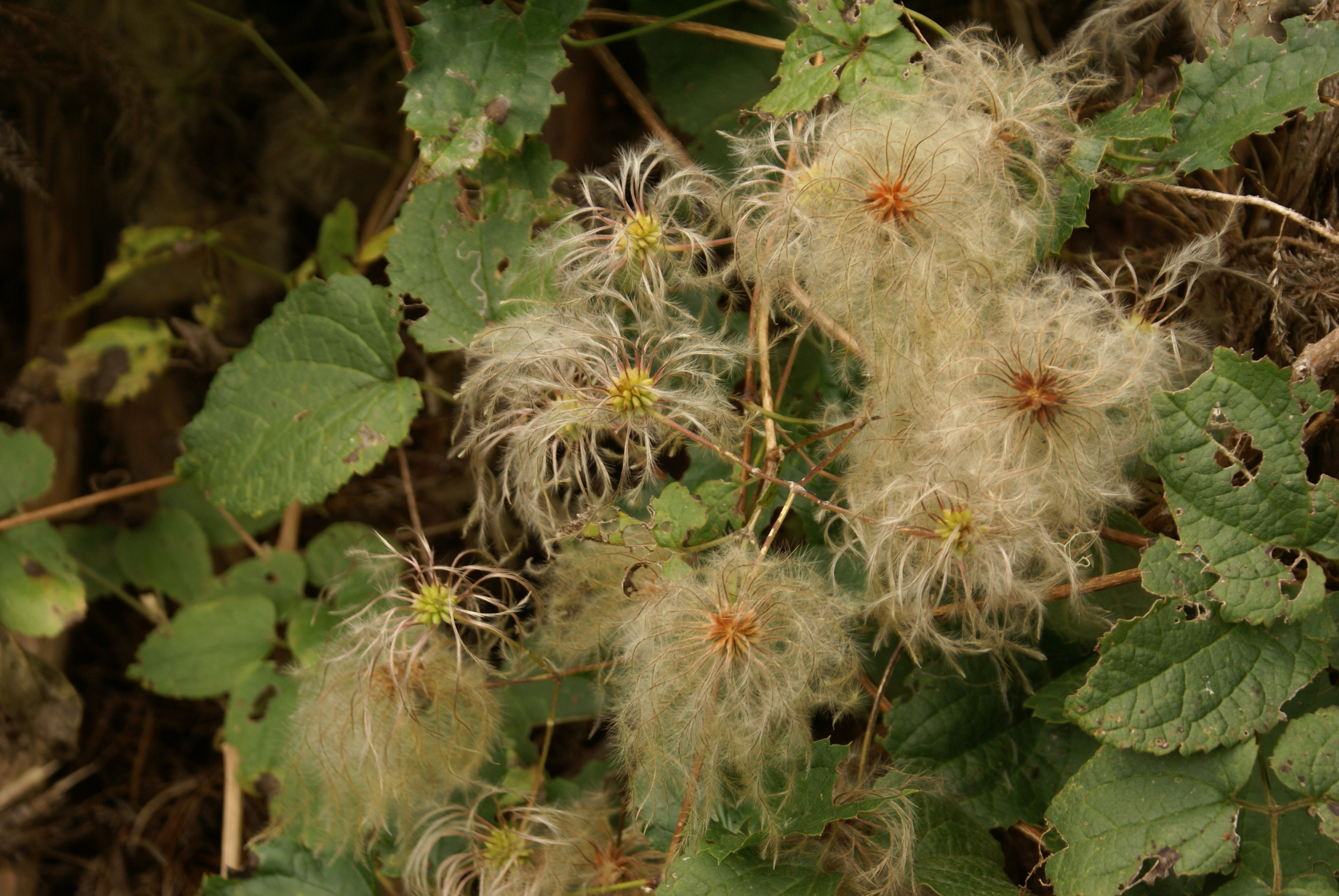
Les fruits de Clematis mauritiana forment des boules plumeuses.

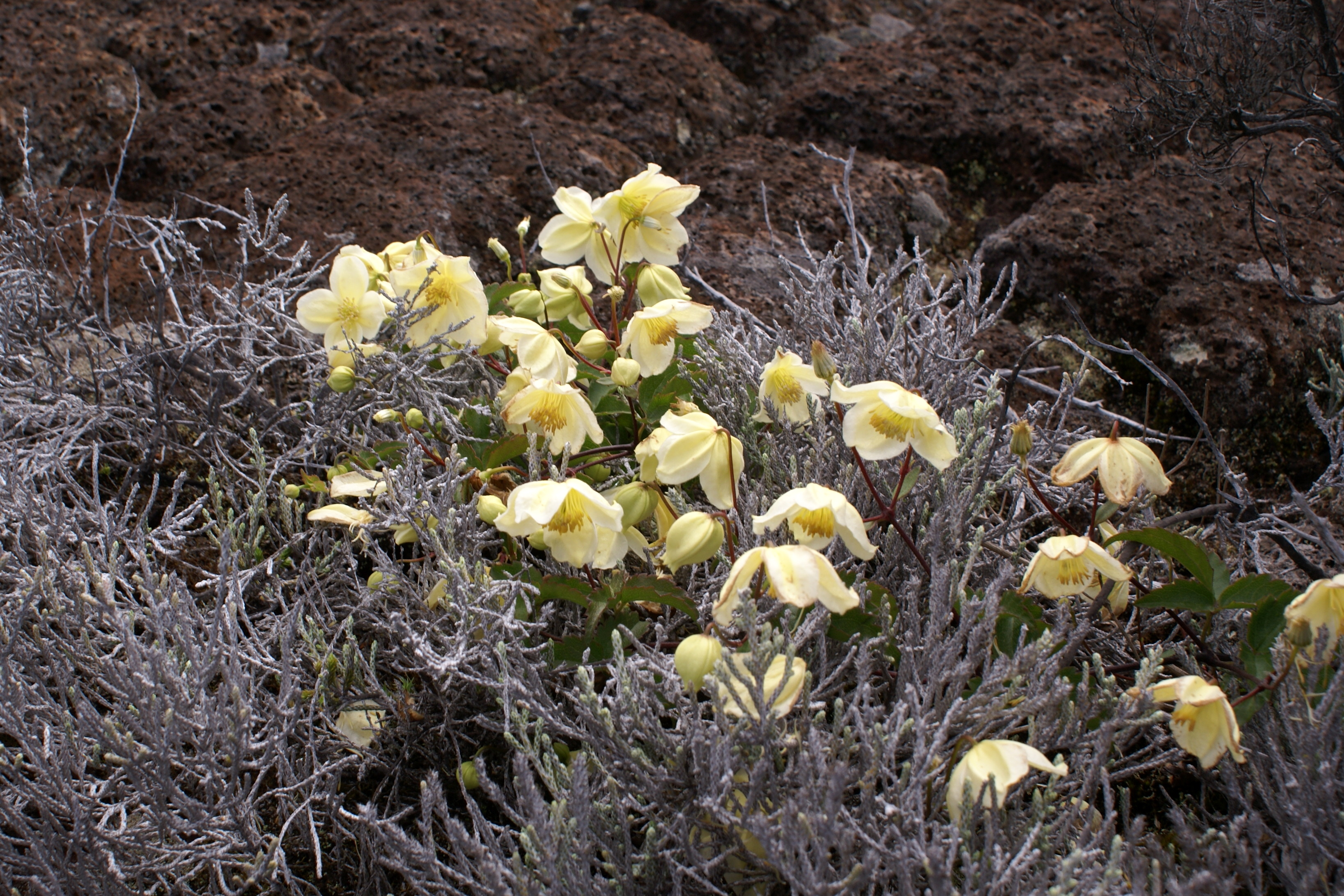
La liane arabique en fleurs, aux plus hautes altitudes, ressemble de loin à une touffe d'anémones.

Clematis mauritiana, appelée aux Mascareignes liane arabique ou liane marabit, ou encore vigne vierge seulement à Maurice, est une espèce de plantes à fleurs de la famille des renonculacées. C'est une liane endémique de la région floristique de Madagascar et des îles de l'océan Indien, naturellement présente sur les îles de Madagascar, de La Réunion et de Maurice.

## Appellations
Clematis mauritiana apparaît sous la plume de Lamarck comme la “clématite de Bourbon”, appellation reprise par les ouvrages savants mais qui n'est apparemment pas en usage sur les îles. De même, Commerson lui attribue le nom vulgaire de “vigne de Salomon à Bourbon”, mais il ne s'agit que d'une extrapolation d'un des noms vernaculaires de la clématite des haies européenne. On la connaît plutôt à La Réunion (autrefois Bourbon) sous le nom de “liane arabique” (ou de ses variantes phonétiques “marabit” ou “mahabit”) sans que l'on sache un quelconque rapport avec l'Arabie ou les Arabes et à l'île Maurice (autrefois l'île de France) comme la “vigne vierge”.

### Synonyme
- Clematis triflora Vahl

## Description
Bien que la plante eût déjà été collectée et répertoriée par Philibert Commerson et figurât dans son herbier, la première description officielle complète fut établie par Lamarck sur la base d'échantillons rapportés par Pierre Sonnerat et parut en 1786 dans le tome second de botanique de l'Encyclopédie méthodique.
C'est une plante grimpante volubile aux tiges souples qui s'accroche sur la plante hôte en y enroulant ses pétioles qui se comportent comme des vrilles . La liane arabique peut ainsi s'élever facilement jusqu'à la cime des grands arbres.
Les feuilles sont opposées, généralement composées de trois folioles en forme de cœur. Les folioles, longues de 3 à 6,5 cm et larges de 2 à 5,5 cm, sont pointues, dotées chacune d'un pétiole, le bord du limbe forme des dents plus ou moins anguleuses terminées par une petite pointe, la nervation ressort en relief à la face inférieure. Il n'y a pas de stipules,. Selon les localités, la pilosité est très variable : beaucoup d'individus ont un feuillage totalement glabre, quelques autres sont velus, parfois assez densément. La variabilité est encore plus large à Madagascar, avec la présence courante de formes à feuilles coriaces ou à feuilles disséquées.
Les inflorescences, qui naissent à l'aisselle des feuilles, sont des cymes portées par de longs pédoncules. Elles comportent le plus souvent de 3 à 9 fleurs penchées, elles-mêmes portées par de longs pédicelles. Les pétales sont absents. Ce sont les sépales, généralement au nombre de quatre, qui en prennent l'apparence. Ils sont plus ou moins pileux, blancs à jaunâtres, souvent teintés de rose ou de pourpre à la face externe. Les étamines sont nombreuses et s'allongent après l'éclosion du bouton floral pour atteindre, longueurs du filet et de l'anthère cumulées, plus d'un centimètre. Les carpelles sont également nombreux, couverts de poils argentés ; ils se transforment après la fécondation en une boule d'akènes aplatis prolongés d'un style qui s'est allongé et a pris l'aspect d'une plume flexueuse longue de 2 à 3,5 cm.

## Répartition géographique
Clematis mauritiana est une plante commune des Mascareignes potentiellement présente à toutes les altitudes. 
À l'île Maurice, elle est signalée du niveau de la mer jusqu'à 2 000 pieds (environ 600 m). 
À La Réunion, elle est plutôt montagnarde, représentée surtout aux étages mésotherme et oligotherme, sur les versants ouest et sud de l'île. 
C'est à Madagascar, une espèce commune des prairies des hauts plateaux. 

## Écologie
Clematis mauritiana est typiquement, en zone forestière, une plante de lisière qui préfère être bien exposée à la lumière pour prospérer.
Elle peut aussi se développer à La Réunion jusqu'à des altitudes élevées, à plus de 2 300 m, dans les zones de végétation éparse où elle reste alors dans une forme assez compacte et où à défaut de buissons sur lesquels s'accrocher, elle rampe sur le sol.
À Madagascar, c'est une espèce qui survit aux incendies. Lorsque ces incendies reviennent régulièrement dans la même prairie, Clematis mauritiana prend l'allure d'une plante herbacée à tiges annuelles.

## Usages
Comme toutes les renonculacées, Clematis mauritiana est une plante toxique et le risque d'empoisonnement en l'employant explique sûrement pourquoi les usages anciens sont aujourd'hui tombés en désuétude.
Le contact du suc de la plante avec la peau provoque des ulcérations : cet effet vésicant serait comparable à celui des mouches cantharides ou plus simplement à celui de l'“herbe aux gueux”, l'espèce européenne Clematis vitalba. Commerson nota que les Malgaches pilaient les feuilles pour en faire des cataplasmes que l'on appliquait contre la joue, enveloppés dans plusieurs épaisseurs de linge, pour soulager les rages de dents.